# 산성역 (남원)
산성역(Sanseong station, 山城驛)은 전북특별자치도 남원시 내척동에 위치한 전라선의 역이다. 과거에는 인근에 연탄 공장이 있어서 석탄수송 화물취급을 했지만, 석탄수요가 감소되어 지금은 무배치 간이역으로 격하되었다.

## 역사
- 1931년 10월 1일 : 영업 개시[1]
- 1944년 6월 15일 : 폐지[2]
- 1967년 6월 7일 : 임시승강장으로 영업 재개[3]
- 1967년 8월 20일 : 임시승강장 폐지[4]
- 1967년 8월 21일 : 무배치간이역으로 영업 재개(을종대매소)[5]
- 1980년 1월 15일 : 보통역으로 승격
- 2003년 12월 25일 : 전라선 이설로 신 역사 준공
- 2004년 7월 15일 : 여객취급 중지
- 2007년 1월 1일 : 무배치간이역으로 격하